# Eva Pilarová
Eva Pilarová (née Bojanovská le 9 août 1939 à Brno et morte le 14 mars 2020 à Prague) est une chanteuse et actrice tchèque, trois fois lauréate du concours musical Zlatý slávik dans la catégorie chanteuse. En octobre 2009, elle reçoit la Médaille tchèque du mérite.

## Vie et carrière
Elle chante depuis son enfance (par exemple dans la chorale des enfants de l'église Saint-Thomas, dirigé par le chef de chœur et organiste Vladimír Stehlík). À la fin des années 1950, elle étudie le chant d'opéra à l'Académie Janáček de musique et des arts de la scène de Brno, tout en se produisant au théâtre Večerní dans la même ville. Après une année d'études en 1960, elle quitte l'Académie Janáček et rejoint le Théâtre Semafor de Prague, où elle se produit également avec le duo Jiří Suchý et Jiří Šlitr, où elle s'impose rapidement comme chanteuse.
En 1962, elle rejoint Waldemar Matuška et Karel Štědrý au Théâtre Rococo mais revient, en 1964, au Semafor. La même année, elle joue un rôle mineur dans le film Si Mille clarinettes. Elle a chanté Il est dangereux de toucher les étoiles en duo avec Karel Gott.
Sa carrière culmine dans les années 1960 et 1970. Elle a une voix forte et colorée - soprano (avec une coloration de contralto) couvrant trois octaves, et une bonne technique de chant. Son répertoire se concentre principalement sur le jazz et le swing.

### Anticharte
Au moment de la normalisation, elle ne peut pas voyager vers l'Occident contrairement à son premier (Milan Pilar) et second mari (Jaromír Mayer) qui y émigrent. En 1977, afin de pouvoir continuer à chanter sur scène, elle signé l'Anticharte, proclamation de soutien au régime communiste mis en place pour contrer la Charte 77.

### Vie privée
Eva Pilarová se marie trois fois. Son premier mari est le contrebassiste de jazz Milan Pilar (né en 1934, émigré en Allemagne de l'Ouest en 1962) avec lequel elle est mariée de 1960 à 1964, son second est le chanteur Jaromír Mayer (né en 1943) qu'elle épouse en1968 avant de divorcer en 1971. Elle se marie pour la troisième fois, en 1984, avec le danseur Jan Kolomazník (né en 1952). En juin 2020, sa mère Františka Bojanovská célèbre son 105e anniversaire.
Elle décède le 14 mars 2020 et une messe à sa mémoire se tient le mercredi 3 juin 2020 dans la basilique de l'Assomption de la Vierge Marie à Prague. Elle est célébrée par le père Marian Pospěcha, accompagnée musicalement par certain nombre d'artistes amis (Adam Plachetka, Pavel Šporcl, Monika Absolonová entre autres), les autorités de l'État étant représentées par le ministre de la Culture Lubomír Zaorálek et la communauté des acteurs par Jiřina Bohdalová.

## Discographie
Enregistrements vinyle
- Eva Pilarová - Supraphon, 1965
- Promenade bien payée - Supraphon, 1965
- Eva Pilarová - Supraphon, 1966
- Étoile tchèque fascinante - Supraphon / Artia, 1966
- Crime au cabaret - Supraphon, 1968
- Eva - Supraphon, 1969
- Eva Pilarová chante - Supraphon, 1970
- Amour céleste (avec Waldemar Matuška ) - Supraphon, 1973
- Vivre est un miracle - Supraphon, 1974
- Mes favoris tchèques - Supraphon / Artia, 1974
- Je suis ici en train de chanter - Supraphon, 1979
- Eva - Supraphon, 1986

CD
- Caresser l'âme - Bonton, 1992
- Histoire - Supraphon, 1992
- Le Platine d'Eva Pilarová - Tommü records, 1993
- Histoire II - Supraphon, 1993
- Une chanson parfaite - Tommü records, 1994
- Eva Pilarová et ses invités - Tommü records, 1995
- Noël - Tommu records, 1996
- Avec un bel arc-en-ciel (avec Milanen Bürger) - Tommü records, 1997
- Temps de Noël - Tommü records, 1998
- Requiem - Bonton, 1998
- Récital (Eva Pilarová et Karel Gott 1965 Live) - Bonton, 1998, MC, CD
- Swing 2000 - Tommü records, 1999
- Pour jouer avec le diable (avec Waldemar Matuška ) - Radio tchèque, 2000
- Moravěnka (avec Moravěnka, Jiří Helán et Jožka Šmukař ) - Tommü records, 2000
- Touchez les étoiles - Saturn, 2000
- Rodéo - Tommü records, 2002
- Les plus grands succès - Bonton, 2003
- Sélection d'or - Tommü records, 2004
- Une maison pleine de rêves - West records, 2008
- Transformations - Supraphon, 2009, 3 CD
- Pilarka 2013 - auto-édité, 2013
- Pilarka et ses amis - Voltr, 2018
- Pilarka 80 - Voltr, 2019